# Janko Rodin
Janko Rodin (Castel Vitturi, 17 febbraio 1900 – Castel Vitturi, 14 settembre 1974) è stato un calciatore jugoslavo, di ruolo difensore.
Fu presidente dell'Hajduk Spalato dal 5 giugno 1939 al 2 agosto 1941 e dal 7 maggio 1944 al 23 ottobre 1945.

## Carriera

### Nazionale
Il suo debutto con la nazionale jugoslava risale al 10 febbraio 1924 nella partita contro l'Austria giocata a Zagabria. La sua ultima partita con la nazionale risale al 3 ottobre 1926 contro la Romania a Zagabria.
Indossò la maglia della nazionale per un totale di quattro partite. Inoltre con la nazionale disputò le Olimpiadi di Parigi 1924.

## Palmarès

### Club
- Campionato jugoslavo: 1

Hajduk Spalato: 1929